# Pegomya centaureae
Pegomya centaureae är en tvåvingeart som beskrevs av Willi Hennig 1957. Pegomya centaureae ingår i släktet Pegomya och familjen blomsterflugor.
Artens utbredningsområde är Tyskland. Inga underarter finns listade i Catalogue of Life.